# Brimeura fastigiata
Brimeura fastigiata là một loài thực vật có hoa trong họ Măng tây. Loài này được (Viv.) Chouard mô tả khoa học đầu tiên năm 1930.